# Hexaëmeron (Anders Sunesen)
 For alternative betydninger, se Hexaëmeron. (Se også artikler, som begynder med Hexaëmeron)
Hexaëmeron er Anders Sunesens litterære hovedværk fra omkring 1200. Det er et skabelsesdigt (Hexaëmeron hentyder til skabelsens seks dage) og organiseret i 12 sange og 8040 heksametre. Håndskriftet findes i dag kun i et enkelt eksemplar på Det Kongelige Bibliotek, nedskrevet på 134 pergamentblade i sidste del af 1200-tallet. Værket udkom først i bogtrykt form i 1892 og gendigtet til dansk som heksametre så sent som i 1985.